# 紫派藤間流
紫派藤間流（むらさきはふじまりゅう）は、日本舞踊の流派。

## 概要
藤間紫（出生名:河野綾子）は1923年生まれ、12歳で藤間流宗家の六世藤間勘十郎に入門して藤間紫の名執名を許され、のちに結婚したが、1985年に離婚訴訟、お家騒動に発展し、紫は宗家を離れて「紫派藤間流」を創始した。紫派藤間流は日本舞踊協会にも宗家藤間流や家元藤間流（勘右衛門派）などとは別個に登録されている独立の流派である。猿之助の門人に舞踊の指導を行い、多くの名執がいる。また、タレントの泰葉らも名執名を持つ。藤間流紫派と称されることもあるが、「紫派藤間流」が正しい。

## 家元
| 代               | 名執名       | 相続年         | 続柄                                  | 別名                               | 本名                     |
| ---------------- | ------------ | -------------- | ------------------------------------- | ---------------------------------- | ------------------------ |
| 初世             | 初代藤間紫   | 1987年流派創始 | （宗家藤間流 六代目藤間勘十郎に師事） |                                    | 藤間（のちに喜熨斗）綾子 |
| 二代目           | 二代目藤間紫 | 2010年         | 初代の夫                              | 三代目市川猿之助（二代目市川猿翁） | 喜熨斗政彦               |
| （二代家元代行） | 藤間可笑     | 2010年         | 二代目の門人                          | 三代目市川笑三郎                   | 福井浩二                 |
| 三代目           | 三代目藤間紫 | 2021年         | 初代の孫                              | 藤間爽子（女優）                   | 藤間爽子                 |